# СерьГа
«СерьГа» — российская рок-группа, образованная в 1994 году Сергеем Галаниным. Девиз группы — «Для тех, у кого есть уши». Днём рождения группы считается 1 июня, в честь дня защиты детей.

## История

### 1990-е
До «СерьГи» Галанин успел поиграть в ВИА «Редкая птица» и группе «Гулливер». Вместе с Гариком Сукачёвым создал группу «Бригада С». Из-за разногласий уходил из «Бригады С», создав группу «Бригадиры». Проект оказался не очень удачным, и Галанин вернулся в «Бригаду С». Но в 1993 году ушёл окончательно и занялся сольным творчеством.
В 1994 году Сергей Галанин записал первый сольный альбом «Собачий вальс», в который вошли такие известные песни, как «А что нам надо» и «Спокойной ночи». Музыканты, помогавшие в записи альбома, вскоре объединились в составе новой группы «СерьГа». В том же году группа дала свой первый концерт в Ростове-на-Дону на одной сцене с группами «Алиса» и «Чайф».
В 1995 году «СерьГа» едет «на разогреве» в юбилейный тур группы «Чайф», выпускает одноимённый альбом «СерьГа», часто снимается на ТВ, много звучит на радио.
В 1997 году появляется пластинка «Дорога в ночь» с пронзительно глубокой заглавной песней, и поныне входящей в «золотой» хит-лист Сергея.
Кризис 1998 года заставляет отложить выпуск нового материала, поэтому альбом «Страна Чудес» выходит только в 2000-м. Опять же заглавный номер быстро штурмует различные чарты и хит-парады.

### 2000-е
После некоторого спада активности на рубеже 2000-х, в 2003 Сергей активно заявляет о себе сольным альбомом «Я такой как все». Лучшие старые и несколько новых песен Галанина исполнены в дуэтах с друзьями, коллегами по рок-цеху: А.Макаревичем, Е.Маргулисом, А. Ф. Скляром, «Агатой Кристи», Чижом, В.Кипеловым и многими другими. Проект нравится редакторам радиостанций, песни снова звучат в эфире, у группы наступает новый виток популярности. В пластинку вошла композиция «Мы — дети большого города», ставшая последней работой в музыке Сергея Крутикова («Михея»).
В 2006 выпускается номерной альбом группы «Нормальный человек», песня из которого — «Холодное море молчит» входит в саундтрек фильма про героев-подводников «Первый после Бога».
С 2008 года группа снова в студии записывает новый материал, который тут же активно исполняется на концертах. Помимо собственной программы, Сергей сотоварищи активно участвуют в различных музыкальных спецпроектах. В частности исполнение «СерьГи» есть на трибьютах групп «Секрет», «Пикник», записана совместная песня («Еду-еду») к юбилею группы «Чиж & Co», гимн московского футбольного клуба «Торпедо» — «Ты черно-белый», заглавная песня ледового спортивного шоу — «Кто рядом с тобой».
В 2009—2010 годах группа приняла участие в проектах «Машинопись» (трибьют «Машины Времени»), «Песни для Аллы» (трибьют А. Б. Пугачёвой) и «Соль» (народные песни на «Нашем Радио»). В конце 2009 года группа снялась в новом художественном фильме Клима Шипенко «1000 километров от моей жизни» (премьера на «Кинотавре-2010» в Сочи). Результатом участия в картине стал клип на новую песню «Ангел», где используются кадры из фильма.

### 2010-е
25 ноября 2011 года на одной из самых лучших концертных площадок Москвы — «Крокус Сити Холл» состоялось празднование 50-летия Сергея, ставшее заметным событием культурной жизни Москвы. В 3-часовом юбилейном шоу, наряду с «СерьГой» и симфоническим оркестром «Глобалис», принимали участие друзья-музыканты/актёры: Г.Сукачёв, «Чайф», «Воскресение», А. Кутиков, Е. Маргулис, В. Самойлов, А. Ф. Скляр, «Ундервуд», Вася Обломов, И. Охлобыстин, М.Горевой, а искрометным Рок-конферансье выступил Михаил Ефремов. С каждым из гостей был сделан специальный дуэтный музыкальный номер. На концерте были презентованы два новые номерные пластинки группы — «Детское сердце», и «Природа, свобода и любовь», куда вошло 25 новых песен, работа над которыми шла около пяти лет. На заглавную композицию «Детское сердце» был снят клип, где роли клоунов сыграли Гарик Сукачёв, Иван Охлобыстин, Михаил Ефремов и сам Сергей Галанин, а детей сыграли сами дети участников съёмки.
Летом 2012 года было создано видео на композицию «Ты снова ушла», режиссёрами которого выступили Максим Василенко и Артём Федотов, а роли исполнили Андрей Мерзликин и Александр Робак.
В 2013 году «Первый канал» приглашает Сергея стать участником нового музыкального шоу «Универсальный Артист», где участники соревнуются друг с другом и воплощают в себя в самых разных музыкальных жанрах. Сергей с успехом справился с этой непростой задачей, и лишь в финале уступил лидерство даме, народной артистке России Ларисе Долиной.
Зимой 2014 года группа отметила большими концертами своё 20-летие.
В мае 2015 года вышла пластинка «Чистота». На сей раз в радиоэфир попало рекордное количество новых песен, было снято четыре клипа в поддержку альбома, в одном из которых «Дверь на замке» (дуэт с певицей Ютой) снялись друзья группы — известные актёры, музыканты, литераторы — такое количество «звезд» собрать в одном месте и в одно время было бы практически невозможно, тем не менее, результат превзошёл все ожидания и клип стал одним из любимых у аудитории группы. Знаковой песней стала композиция «Хоровод», достигшая первого места в хит-параде «Нашего радио» — «Чартова дюжина». Клип с участием Дарьи Екамасовой, Василия Мищенко и Александра Марина был снят в стенах старого здания Театра «Современник», на знаменитой сцене, практически за несколько дней до закрытия театра на глобальную реконструкцию. Зафиксированные на плёнку интерьеры скоро станут уже историей… В 2016-м году «СерьГа» начинает тур «Чистота» и в течение всего года путешествует по разным городам России и стран бывшего Союза.
2017-й год ознаменован выпуском альбома «Приметы», на заглавную композицию которого снимается экшн-клип с участием Максима Лагашкина, Катерины Стуловой, Фёдора Дунаевского и Артема Федотова. Большая часть материала пластинки попадает в эфир федеральных радиостанций, группа активно гастролирует, участвует в различных фестивалях, снимается на телевидении.
В 2019 году группе «СерьГа» исполняется 25 лет. Празднование юбилея отмечается несколькими большими концертами в Москве, Петербурге и во многих городах России. Готовится пластинка «Батарейки сели», часть материала которой уже активно исполняется на последних концертах.

### 2020-е
В 2020-м году группа приняла участие в официальном трибьюте «Сектора газа», исполнив песню «Пора домой».
12 ноября 2021 г. в «Чартовой дюжине» «Нашего радио» стартовал сингл «Своим чередом»; 19 ноября состоялся релиз одноимённого альбома группы. 20 ноября в эфире «Квартирника НТВ» Сергей Галанин озвучил рабочее название следующего альбома группы («Батарейки сели»)
В ходе российского вторжения на Украину приняла участие в концертах «Za Россию» организованных в поддержку вторжения. Согласно русской службе Би-би-си, выступление обошлось в 10,5 млн рублей, что было выше рыночных условий.
В 2024 году вышедшем фильме «Суворовец 1944» саундтреком стала песня «Тебя не сломать» из одноимённого прошлогоднего альбома группы.

## Состав

### Текущий
- Сергей Галанин — вокал, акустическая гитара, электрогитара, электроакустическая гавайская гитара (с 1994)
- Андрей Кифияк — соло-гитара (с 2003)
- Сергей «Sungy» Поляков — барабаны (с 2006)
- Сергей Крынский — бас-гитара, бэк-вокал (с 2006)
- Дмитрий Варшавчик — гитара, сессионно (с 2018)

### Технический персонал
- Андрей Кузнецов — звукорежиссёр
- Дмитрий Панакин — техник сцены
- Алексей Привалов — директор

### Бывшие участники
- Рушан «Руша-Рыбка» Аюпов — клавишные, баян, вокал (1994—1997)
- Игорь «Батя» Ярцев — ударные (1994)
- Артём «Тёма» Павленко — гитара (1994)
- Алексей «Лёлик» Ермолин — саксофон, вокал (1994)
- Максим «Макс» Лихачёв — тромбон (1994)
- Наташа Романова — вокал (1994)
- Артур «Тоша» Мечль — барабаны (1995)
- Петр Акимов — виолончель (1995)
- Сергей «Лёва» Левитин — ритм-гитара (1995—2003, 2014—2024)
- Алексей «Лёха» Молодцов — бас-гитара (1995—1997)
- Любовь «Любаня» Трифанова — гитара (1995—1997)
- Николай «Ник-Нак» Балакирев — ударные (1996—2006)
- Михаил Прокушенков — бас-гитара (1997—2006)

## Дискография
| Название                     | Участники                                             | Год выпуска |
| ---------------------------- | ----------------------------------------------------- | ----------- |
| Собачий вальс                | Галанин/Аюпов/Ярцев/Павленко/Ермолин/Лихачёв/Романова | 1994        |
| СерьГа                       | Галанин/Левитин/Молодцов/Мечль/Аюпов/Трифанова        | 1995        |
| Долина глаз                  | Галанин/Левитин/Молодцов/Балакирев/Аюпов/Трифанова    | 1997        |
| Дорога в ночь                | Галанин/Левитин/Молодцов/Балакирев/Трифанова          | 1997        |
| Живая коллекция              | Галанин/Левитин/Прокушенков/Балакирев                 | 1998        |
| Страна чудес                 | Галанин/Левитин/Прокушенков/Балакирев                 | 2000        |
| Лучшие песни                 | Галанин/Левитин/Прокушенков/Балакирев                 | 2001        |
| Я такой, как все             | Галанин/Левитин/Прокушенков/Балакирев                 | 2003        |
| Ночная дорога в страну чудес | Галанин/Левитин/Прокушенков/Балакирев                 | 2005        |
| Нормальный человек           | Галанин/Кифияк/Прокушенков/Балакирев                  | 2006        |
| Детское сердце               | Галанин/Кифияк/Крынский/Поляков                       | 2011        |
| Природа, свобода и любовь    | Галанин/Кифияк/Крынский/Поляков                       | 2011        |
| Чистота                      | Галанин/Кифияк/Крынский/Поляков/Юта                   | 2015        |
| Приметы                      | Галанин/Левитин/Кифияк/Крынский/Поляков               | 2017        |
| Своим чередом                | Галанин/Левитин/Кифияк/Крынский/Поляков               | 2021        |
| Тебя не сломать              | Галанин/Левитин/Кифияк/Крынский/Поляков               | 2023        |
| Батарейки Сели               | Галанин/Кифияк/Крынский/Поляков                       | 2024        |

## Каверы
| Название                    | Песня                             | Участники                               | Год выпуска |
| --------------------------- | --------------------------------- | --------------------------------------- | ----------- |
| Трибьют (Пикник)            | Сон чудесный снится миру…         | Галанин/Левитин/Прокушенков/Балакирев   | 2003        |
| Нечётный воин (БИ-2)        | Немного солнца                    | Галанин/Кифияк/Прокушенков/Балакирев    | 2005        |
| Чиж & Co                    | Еду, еду (с Евгением Маргулисом)  | Галанин/Кифияк/Крынский/Поляков         | 2008        |
| Машинопись (Машина Времени) | Гимн забору (с Гариком Сукачёвым) | Галанин/Кифияк/Крынский/Поляков         | 2009        |
| Соль (Наше Радио)           | Живёт моя отрада в высоком терему | Галанин/Кифияк/Крынский/Поляков         | 2010        |
| Нечётный воин 3 (БИ-2)      | Hallelujah (с Настей Полевой)     | Галанин/Кифияк/Крынский/Поляков         | 2013        |
| Сектор газа. Трибьют        | Пора домой                        | Галанин/Левитин/Кифияк/Крынский/Поляков | 2020        |

## Клипы
- 1990 — «Чертополох» (телеверсия) (записана группой «Бригадиры», в дальнейшем входит в официальную дискографию «Серьги»)
- 1994 — «А что нам надо?»
- 1994 — «Тёплый воздух от крыш»
- 1994 — «Спокойной ночи»
- 1994 — «Собачий вальс» (сольный проект)
- 1995 — «Давай»
- 1997 — «Дорога в ночь»
- 1998 — «Страна чудес»
- 1999 — «Жёлтые письма»
- 2001 — «Привык, забыл и потерял»
- 2001 — «Любовь» (дуэт с К.Кинчевым)
- 2003 — «Мы дети большого города» (дуэт с Михеем)
- 2005 — «Холодное море молчит (ocean version)»
- 2010 — «Ангел»
- 2010 — «Берегите лес»
- 2011 — «Уходят актёры (памяти Владислава Галкина)»
- 2011 — «Детское сердце»
- 2013 — «Ты снова ушла»
- 2015 — «Дверь на замке» (совместно с Ютой)
- 2015 — «Там, где далеко»
- 2015 — «Ромео и Джульетта»
- 2015 — «Хоровод»
- 2016 — «Чай с лимоном»
- 2016 — «Хоровод (авторская версия)»
- 2017 — «Дэвид Боуи»
- 2017 — «ПримеТы»
- 2017 — «Победа белого света»
- 2017 — «Горькая»
- 2017 — «ПримеТы» (телеверсия)
- 2017 — «Стая» (совместно с группой «Би-2»)
- 2017 — «Так, только так!» (совместно с группой «ГильZа»)
- 2018 — «Солнечный чародей»
- 2018 — «Я люблю поезда»
- 2019 — «Блюз Шапито»